# Zámek Écouen
Zámek Écouen (francouzsky Château d'Écouen) je renesanční zámek ze 16. století ve Francii, v obci Écouen, v departementu Val-d'Oise  v regionu Île-de-France. Nachází se asi 19 km severně od Paříže. Sídlí v něm francouzské Národní muzeum renesance (Musée national de la Renaissance).

## Dějiny

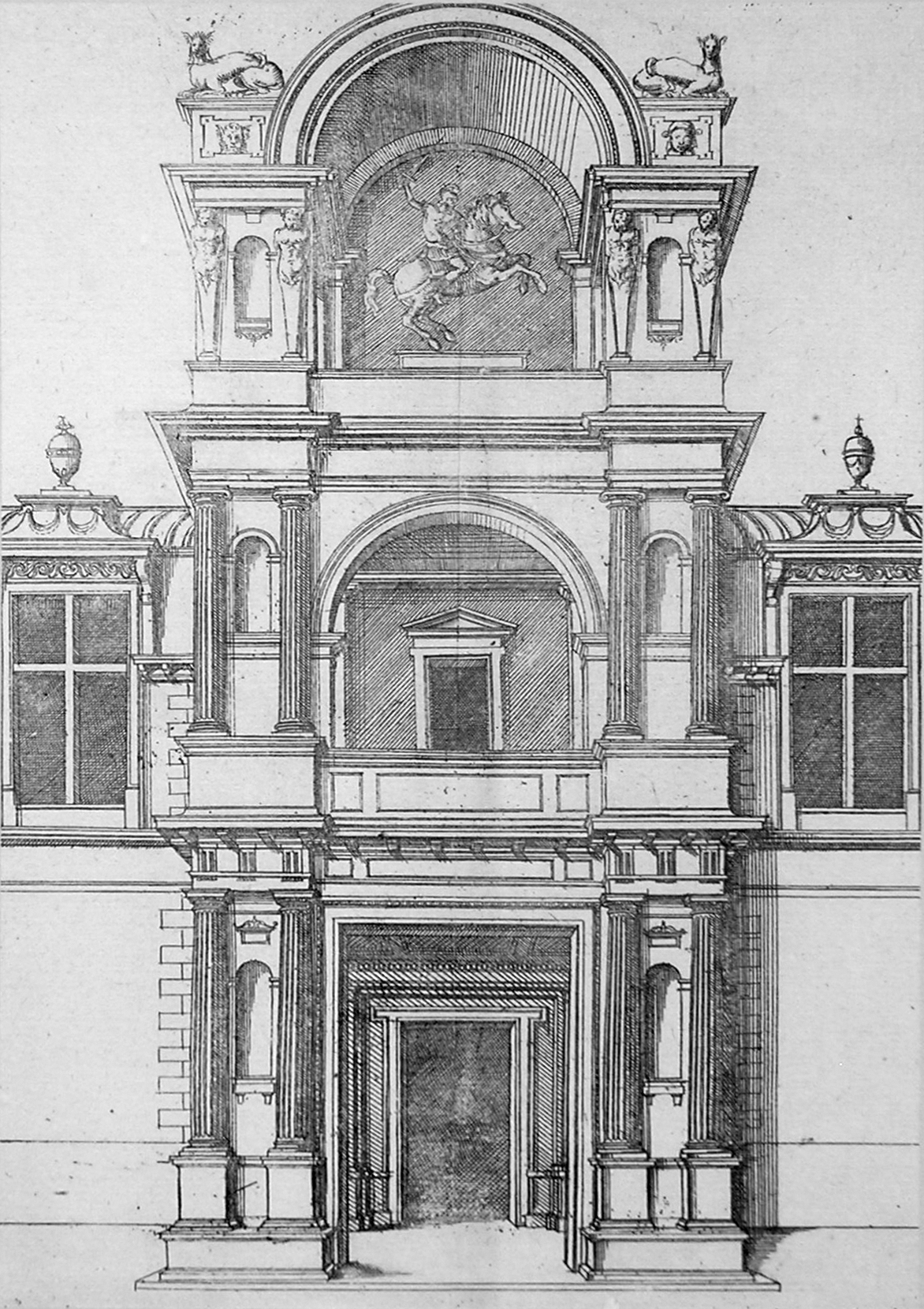
Původní portál zámku s jezdeckou sochou Anna z Montmorency v tympanonu

V únoru roku 1028 Bouchard I. z Montmorency obdržel od hraběte Fulca III. Nerra povolení přesídlit z hradu Montmorency v kraji Anjou na hrady Écouen a Marly. Hrad Écouen se stal hlavním sídlem významného rodu Montmorency. Přestavbu hradu na renesanční zámek zahájil konstábl Francie Anne de Montmorency v roce 1538. V té době na území Francie vlastnil kolem 130 hradů či paláců. Dal zbořit středověké opevnění. Anonymní plán od neznámého architekta z roku 1538 počítal se čtyřbokou budovou s nárožními bastiony. V roce 1547 Montmorency pověřil Jeana Bullanta, aby dokončil severní křídlo a v jižním křídle postavil portikus pro dvě Michelangelovy sochy: „Umírajícího otroka“ a „Spoutaného otroka“, které mu daroval král Jindřich II. V současnosti je nahrazují kopie, originály jsou vystaveny v Louvru. Zámek obklopuje francouzský park. Zámecká kaple má renesanční valenou klenbu s výsečemi a heraldickou výzdobu: jsou na ní znaky Anna z Montmorency, jeho manželky Madeleine Savojské a francouzského krále Františka I. 
V souvislosti s popravou Henriho II. de Montmorency v roce 1632 zabavil král Ludvík XIII. také hrad v Écouenu, aby jej vrátil své nevlastní sestře Charlotte, vévodkyni z Angoulême. Přešel tak do vlastnictví rodu Bourbon-Condé, stejně jako další sídla Montmorencyů, např. zámek Chantilly. Zámek byl při francouzské revoluci zkonfiskován. Západní křídlo vojáci v roce 1797 zničili a roku 1804 nahradili plošší novostavbou. Roku 1805 dal Napoleon Bonaparte do zámku přesídlit výcvikové středisko Čestné legie (Maison d'education de la legion d'honneur) a upravit pro ně také velký královský sál, v němž renesanční mozaikovou dlažbu vytvořil Masséot Abaquesne a jeho dílna.

## Muzeum
V 60. letech 20. století podal André Malraux první návrh na přenesení sbírek renesančního umění z pařížského muzea v Hôtelu de Cluny na zámek v Écouenu. Národní muzeum renesance v něm bylo založeno roku 1975 a otevřeno v roce 1977. Sestává z původního zařízení interiérů (dlažba, 12 krbů, Velký a menší královský sál, galerie Psyché, kaple) a kolekce dovezených děl uměleckých řemesel.
- fajánsová dlažba Královského sálu a plastiky, Masséot Abaquesne
- cyklus tapisérií David a Batšeba, Pieter van Aelst podle předloh Jana van Roome, Brusel 1520-1524.
- cyklus tapisérií Fructus belli (Ovoce války), Jean Baudouyn, podle kartonů Giulia Romana, Brusel 1546–1548.
- tapisérie Jupiter pronásleduje nymfu Latonu, Paříž, 2. čtvrtina 16. století, s emblémy Diany z Poitiers
- tapisérie Věk mužnosti, Benedetto di Michele Squilli podle Giovanniho Stradana, Florencie 1546
- německé renesanční varhany s malovanými oltářními křídly Klanění tří králů a Klanění pastýřů
- sbírka zbraní malíře Édouarda de Beaumont
- Marco d'Oggiono: Soudobá kopie Poslední večeře Páně od Leonarda da Vinci (originál byl silně poškozen)
- osmanská renesanční keramika
- sbírka šperků darovaných baronkou Rothschildovou v roce 1922
- renesanční pašijový oltář s malovanými limožskými emaily s královskými erby

## Galerie

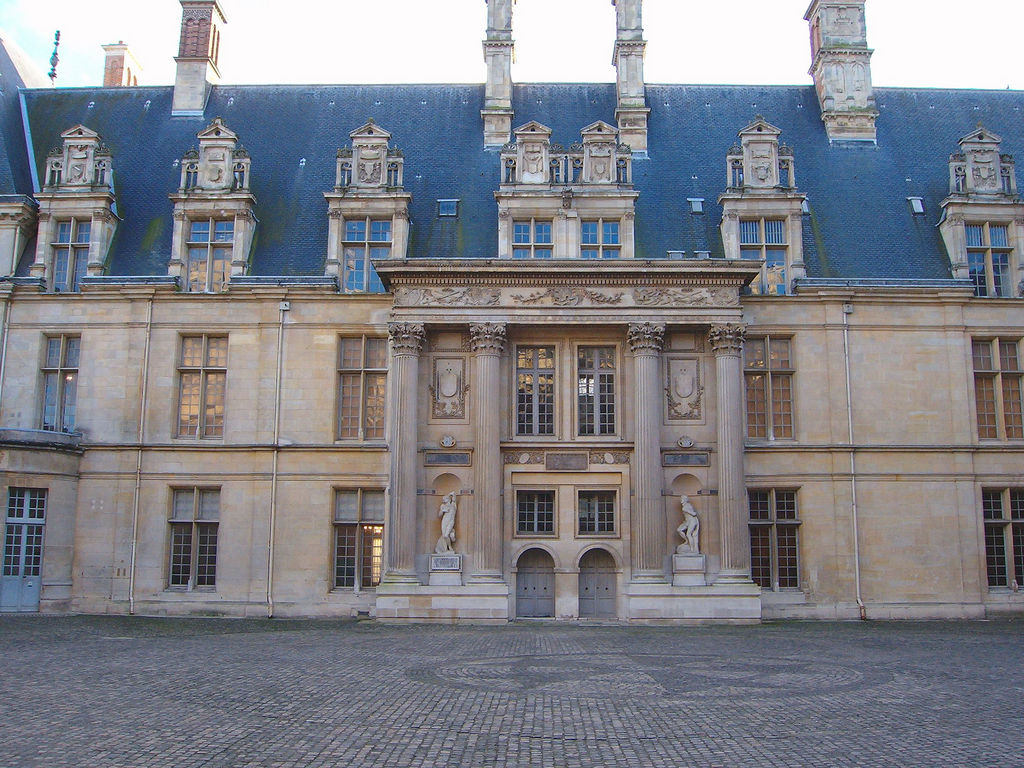
Portál s kopiemi Michelangelových soch
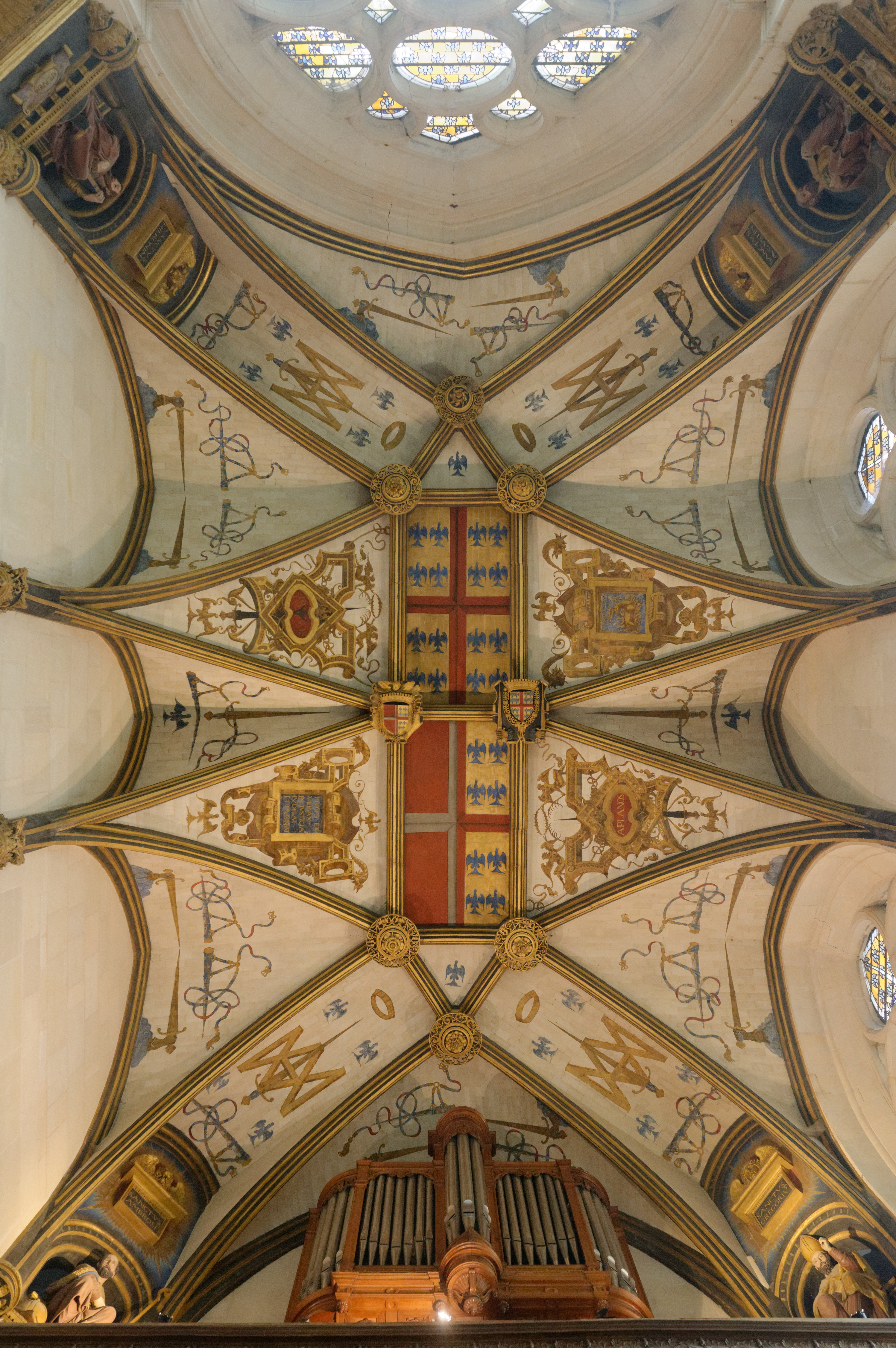
Klenba zámecké kaple
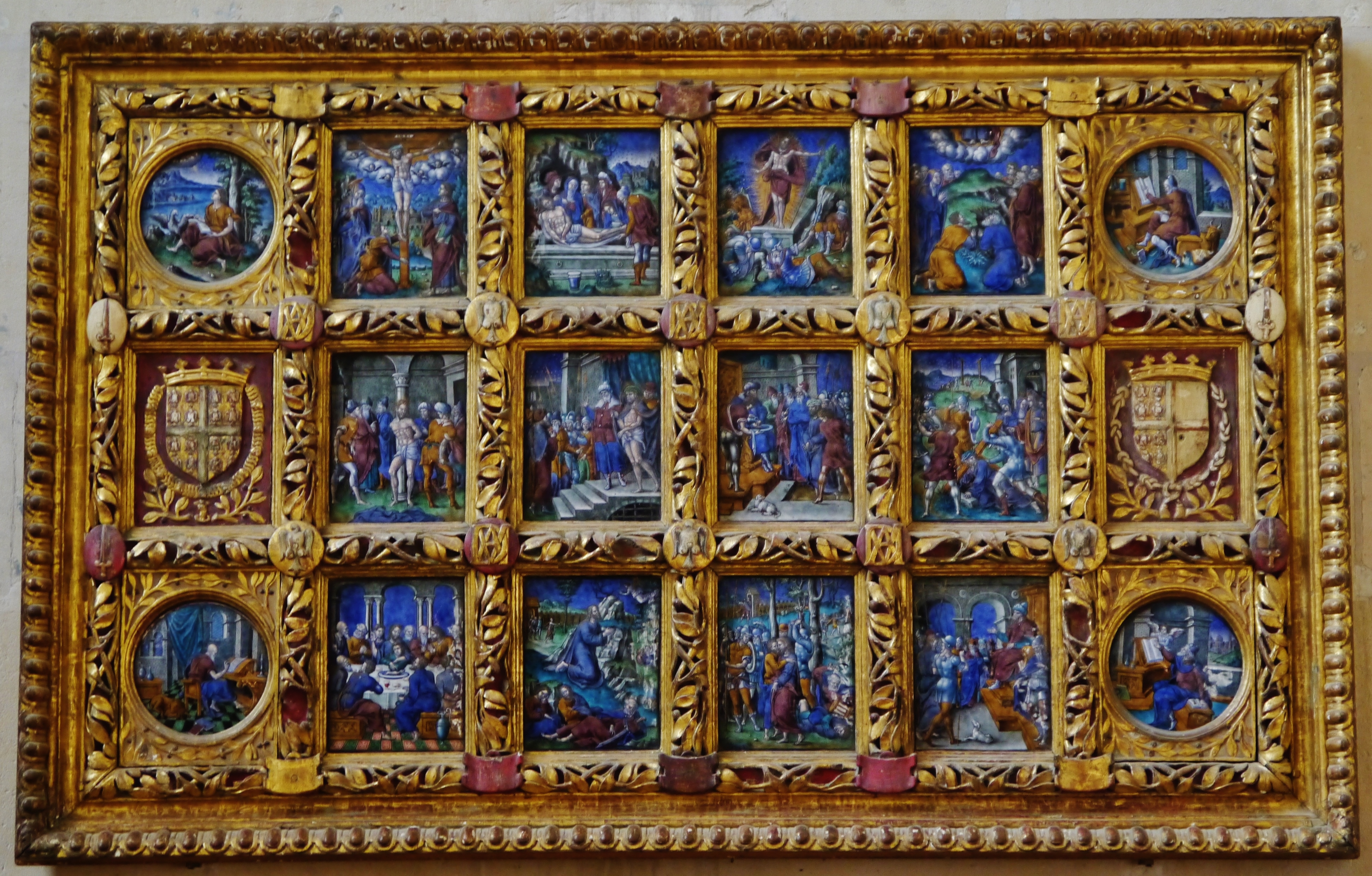
Oltář s limožskými emaily
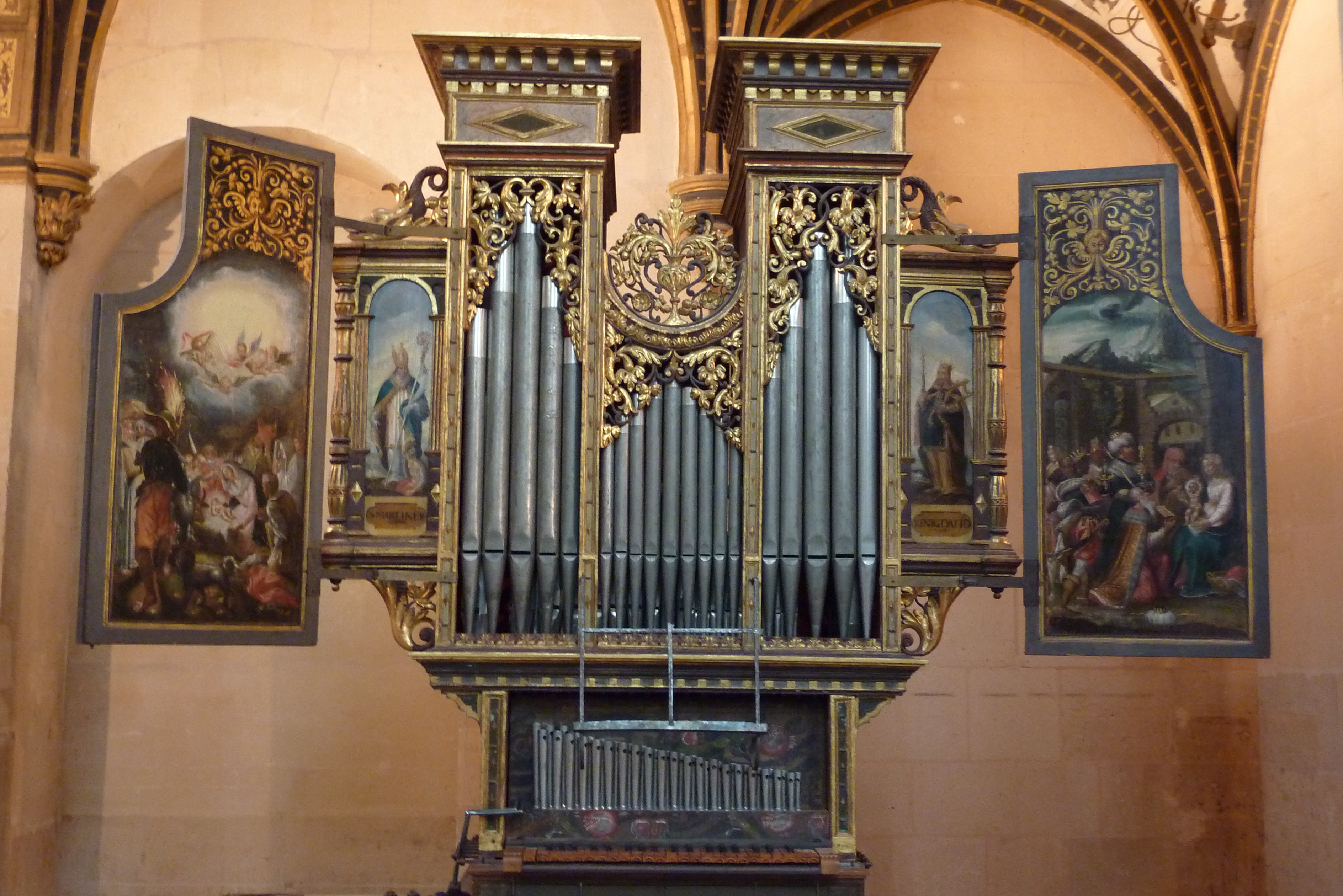
Německé varhany
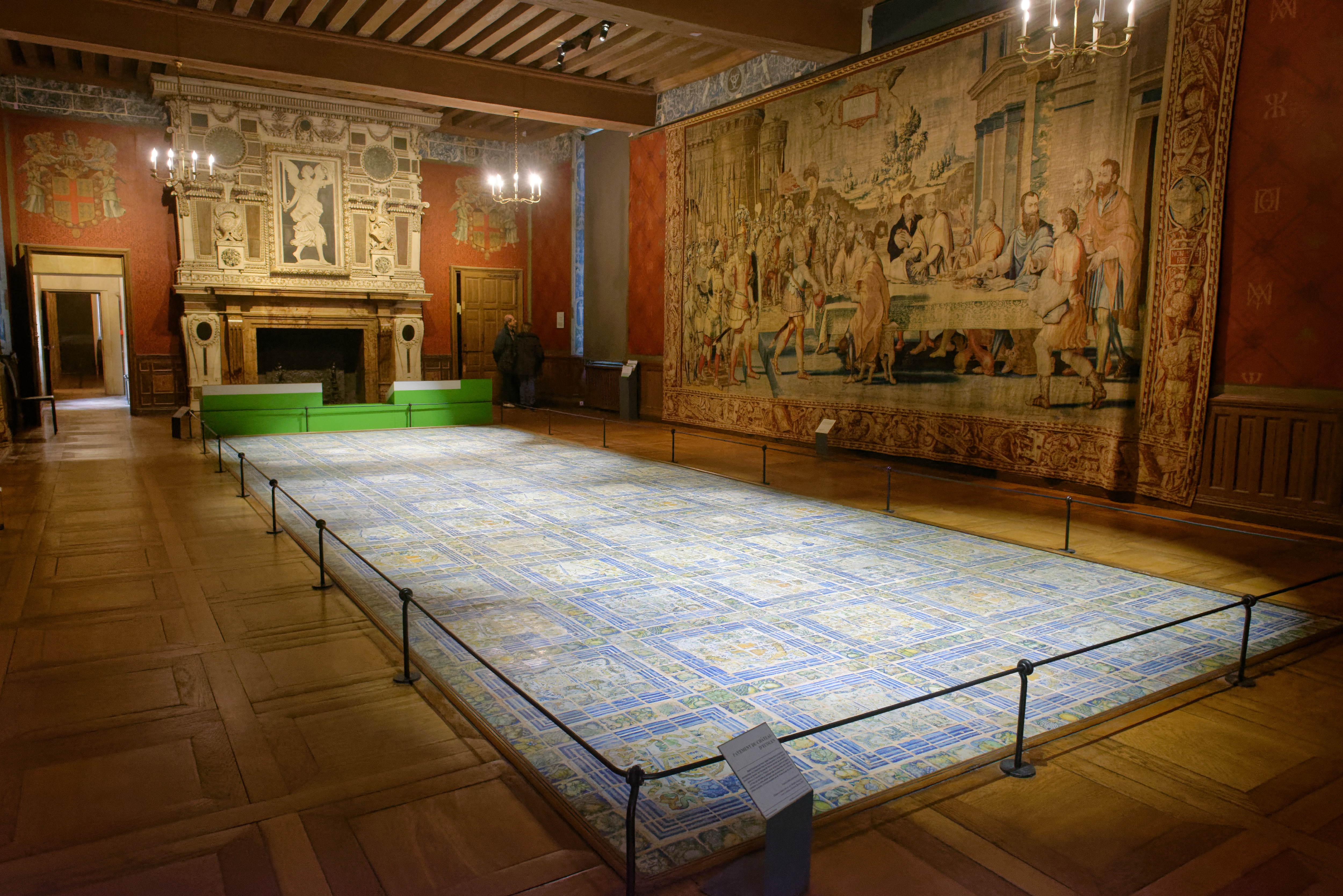
Královský sál s renesanční dlažbou
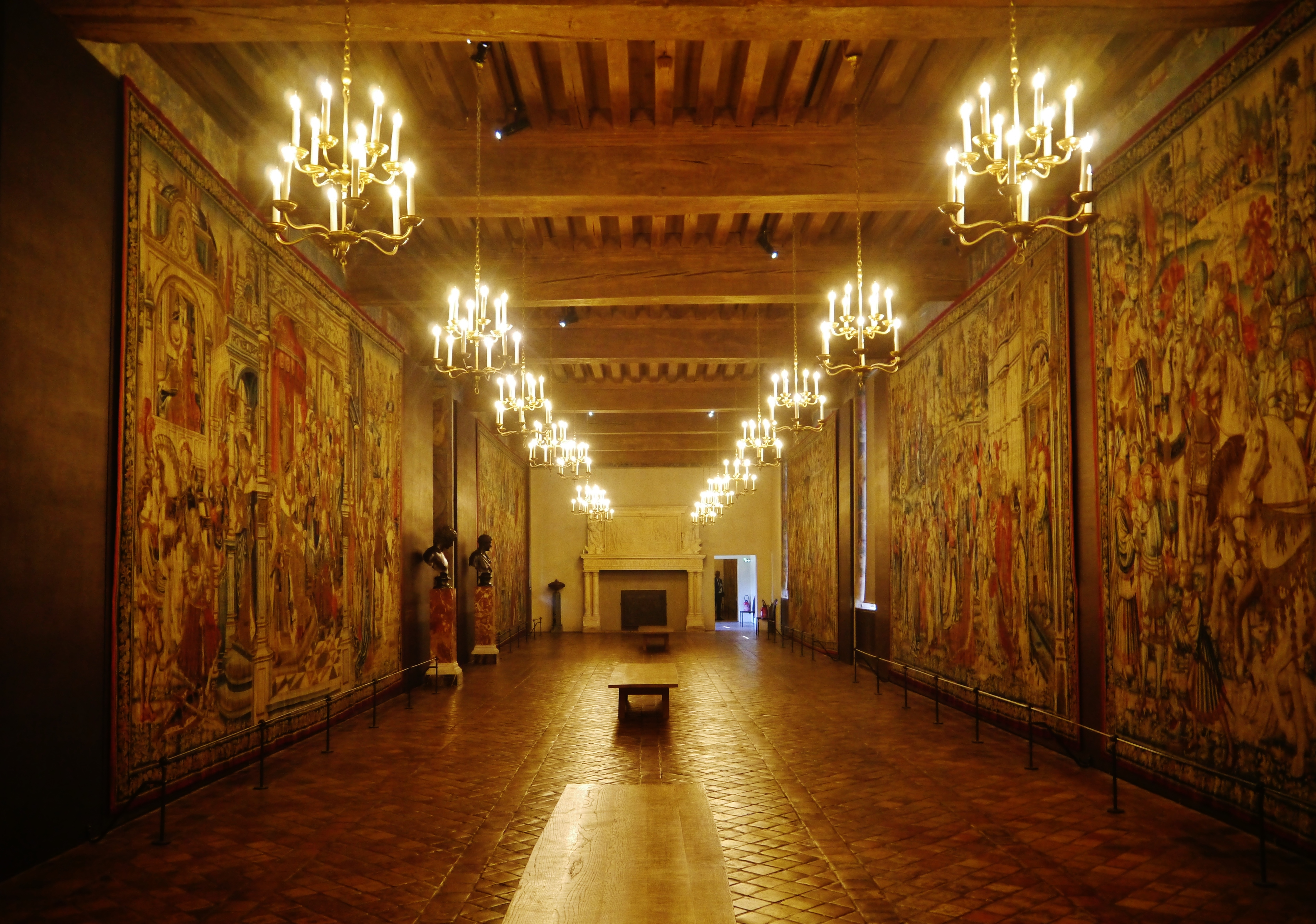
Galerie Psyché s tapisériemi
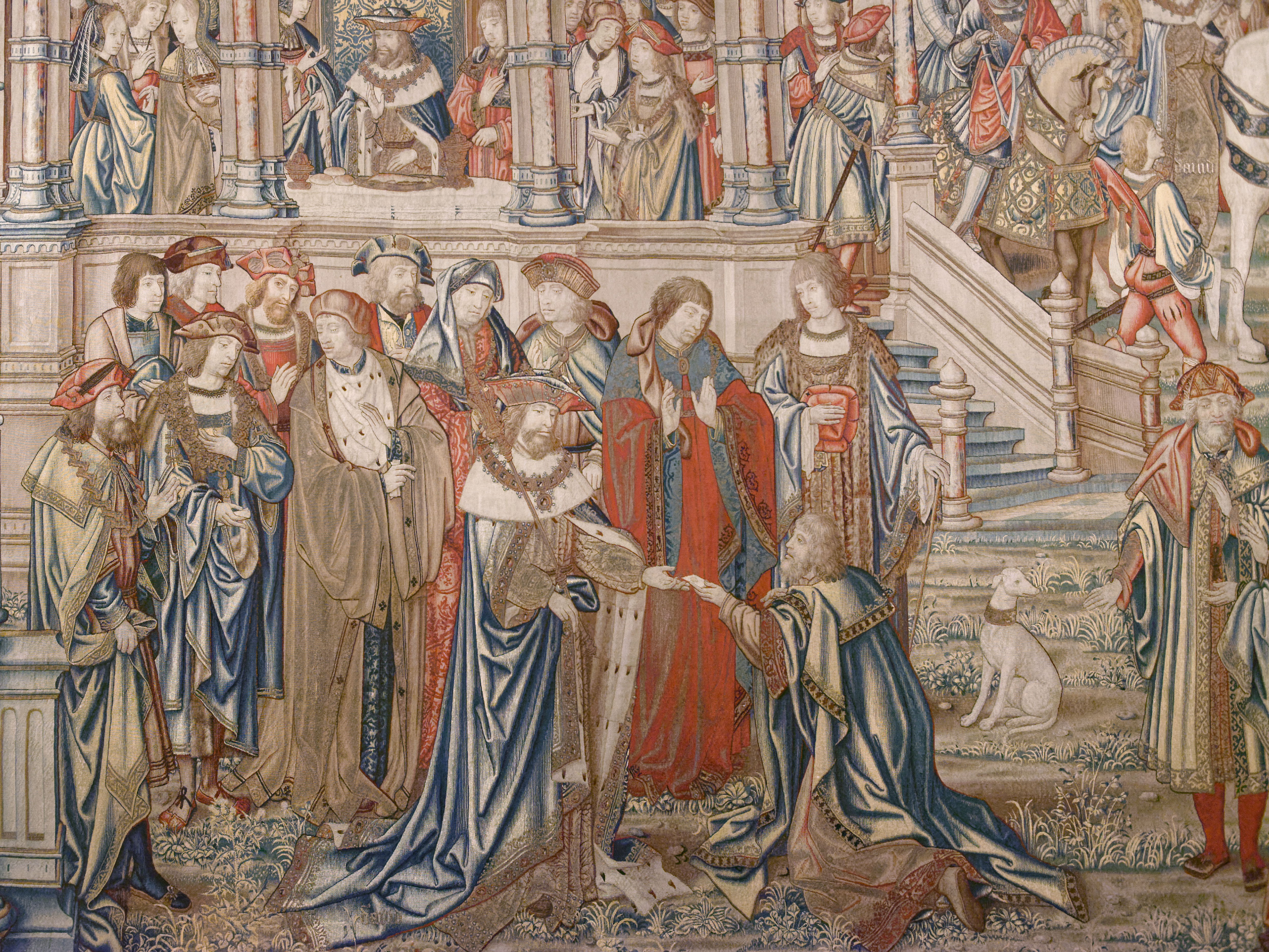
Tapisérie z cyklu David a Batšéba
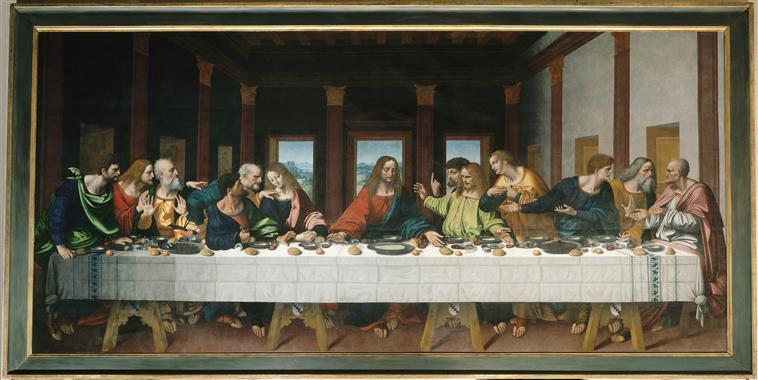
Kopie da Vinciho Poslední večeře
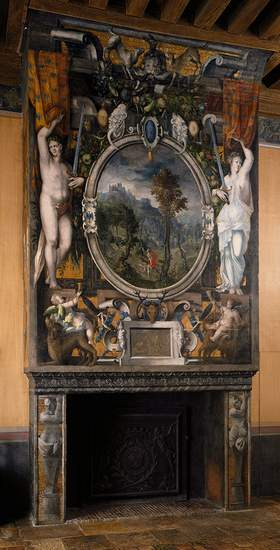
Krb s renesanční malbou